# 張鎛 (嘉靖進士)
張鎛（？—？），字伯始，陝西西安府乾州武功縣人，民籍，明朝政治人物。

## 生平
嘉靖七年（1528年）戊子科陝西鄉試第三十一名舉人。嘉靖四十一年（1562年）中式壬戌科會試第二百九十六名，三甲第四十八名進士。歷官黄州府通判、大理寺副、王府長史。

## 家族
曾祖張海；祖父張讓；父張儒珍，教授。母康氏。慈侍下。弟張錬，湖廣按察司佥事。